# おもしろ博士クイズ
『おもしろ博士クイズ』（おもしろはかせクイズ）は、1982年11月8日から1983年9月5日まで日本テレビ系列局で放送されていた日本テレビ製作のクイズ番組である。ロート製薬の一社提供。放送時間は毎週月曜 19:30 - 20:00 （日本標準時）。

## 概要
毎回一般からの参加者たちが出場していた視聴者参加型番組。当初は博士役の芸能人3人がクイズの答えを出し、5人1組の家族チーム×2組がどの博士の答えが正しいのかを答える方式で行われていたが、1983年2月頃に大学生ペア×4チーム対抗戦に変更。3択問題から筆記問題に変更され、博士役の芸能人は全員降板した。
制作協力をしていたのはIVSテレビ制作で、同社はこの番組の終了後にスタートした後継番組『おもしろクイズBOX』にも引き続き携わっていた。

## 出演者

### 司会
- 愛川欽也

### 博士
ヒゲ博士
- 神津善行
- 水野晴郎

のっぽ博士
- 金田正一

マドンナ博士
- 市毛良枝
- 原日出子

ドクター注
- 荒井注 - 「違うなあ、2人とも」が口癖。

ドクター注は毎回出演。それ以外の博士は毎回2人出演。多く出演していたのは金田と原で、神津と水野と市毛は出演が少なかった。

## ルール

### 初期
まずチームそれぞれの代表者がスタジオセット中央の解答者席に立つ。そして様々な科学実験を行う模様のVTR映像を3博士たちが見て、実験結果がどうなるのかの答えを1つずつ提示する。代表者以外の4人は3博士の誰が正解かを予想し、博士のイラストが描かれたボードを出す。代表者はそれを参考にし、正解だと思う博士のボードを出す。その後、実験結果の映像が映し出され、代表者が正解していればそのチームには1点が入る。
それを4回代表者を変えながら繰り返し、最終的に点数の多かったチームがハワイ旅行を賭けたチャレンジゲームに挑戦できる。チャレンジゲームは、3博士の誰がパスポート入りの辞書を手にしているのかを予想するゲーム。このゲームにはチームメンバー全員が挑戦できるが、ハワイ旅行を貰えるのは正解できた者のみ。
賞金は10点につき1万円。

### 中期以降
3択問題から筆記問題に変更。問題数は全部で5問。
解答者ペアは科学実験のVTR映像を見て、その結果がどうなるのかをフリップに書く。正解で10点。最終問題（『無敵鋼人ダイターン3』主題歌「カムヒア！ダイターン3」のコーダが掛かる）に正解すれば20点。
最終的に点数の多かったチームは、トップ賞の海外旅行を賭けたチャレンジゲームに挑戦できる。中期以降のチャレンジゲームは出された4本の紐のどれかをハサミで切るというもので、それと連鎖してくす玉が割れた場合にはハワイ旅行に招待される。くす玉ではなくて風船が割れた場合には失格。くす玉も風船も割れなかった場合には紐をもう1本切り、どちらかが割れるまで続けられる。くす玉は毎回3つ用意されている。賞金は初期と同じく10点につき1万円。コーナージングルは、前番組『勝抜きドンドン歌合戦』のものを流用していた。

## エピソード
この番組のレギュラー陣は、1983年1月2日に同系列局で放送された正月特番『番組対抗かくし芸大会』に出場したことがある。同特番での出し物は「すき焼き」で、父親役の愛川、母親役の原、祖父役の荒井、息子役の金田がすき焼きを食べようとすると突然画面がズームアップし、愛川たちがすき焼きの具に扮装。そしてラストに愛川が「おもしろ博士に聞いてみよう」と言うと、セットの中のテレビにのっぽ博士、マドンナ博士、ドクター注の3人が映し出され、各々意見を述べるというものだった。ここでもドクター注は「違うなあ、2人とも」を口にしていた。